# Mișcările neovölkisch

Unul dintre principalele simboluri utilizate de organizația Order of the Nine Angles.

Mișcările neovölkisch - așa cum sunt definite de către istoricul Nicholas Goodrick-Clarke - cuprind o diversitate de grupuri etnocentrice radicale care au apărut în țările anglofone⁠(d) în perioada postbelică. Influențate de către mișcarea völkisch din secolul al XIX-lea din Germania, aceste rețele se împotrivesc modernității⁠(d), liberalismului, imigrației, multirasialismului și multiculturalismului. În timp ce unele se identifica drept neofasciste, neonaziste, alt-right sau inspirate de radicalismul de mijloc, altele adoptă politici identitare sau convingeri specifice naționalismului alb și prezintă tendințe neotribaliste sau neopăgâne (i.e. organizația Odinist Fellowship⁠(d)). Un element aparte al acestor curente este prezența a numeroase ritualuri religioase și teme ezoterice, activități care dau impresia unor noi mișcări religioase⁠(d).
Termenul neovölkisch descrie numeroase mișcări. De la școlile de gândire neoconservatoare⁠(d)  - precum Nouvelle Droite, Noua Dreaptă Europeană și tradiționalismul evolian - și mișcări religioase asociate supremației albe și separatismului alb - Identitatea Creștină, Biserica Creatorului, Cosmoteism și păgânism rasial nordic - până la subculturi neonaziste - nazism ezoteric, satanism nazist și black metal național socialist. Conform Southern Poverty Law Center, numai grupurile păgâne sunt recunoscute drept neovölkisch (singura excepție find Identitatea Creștină).

## Satanism nazist
Grupurile care se identifică cu această mișcare sunt deseori adepte ale satanismului tradițional și se regăsesc în țări precum Norvegia, Marea Britanie, Noua Zeelandă și Franța sub denumiri precum Black Order (în română Ordinul Negru) sau Alianța Infernală, denumiri inspirate din lucrările ezoterice ale lui Miguel Serrano. Uww, fondator al revistei de black metal Deo Occidi, l-a descris pe Anton LaVey drept un „evreu moderat” și a adoptat „ezoterorismul” specific black metalului scandinav⁠(d). Micile grupuri sataniste asociate scenei black metal cuprind Black Order, Order of the Nine Angles (ONA), Ordo Sinistra Vivendi (fostul Order of the Left Hand Path) și Order of the Jarls of Baelder.
Principalul fondator al satanismului nazist în Marea Britanie se presupune a fi David Wulstan Myatt (născut 1950), activ în politica neonazistă încă de la finalul anilor 1960. Concomitent, se speculează că Myatt ar fi fondatorul ONA, însă acesta a negat că ar avea vreo legătura cu grupul, provocându-i pe cei care susțin astfel de afirmații să aducă dovezi.
Înființat în Marea Britanie, Order of Nine Angles „reprezintă o formă radicală și periculoasă de satanism”. Acesta a ajuns în atenția publicului pe parcursul anilor '80 și '90 după ce a fost menționați în diverse cărți care detaliau grupurile sataniste și de extremă dreapta. Grupul este organizat astăzi sub forma unor grupuri clandestine intitulate „sinister tribes”.
Joy of Satan Ministries reprezintă o altă organizație satanistă importantă care combină elemente naziste cu satanismul teist. Membrii acesteia consideră că „rasa ariană” a fost creată din extratereștri nordici.